# Jefferson (Maine)
Jefferson – miasto w Stanach Zjednoczonych, w stanie Maine, w hrabstwie Lincoln.